# 베버-페히너의 법칙
베버-페히너의 법칙(Weber-Fechner law)은 독일의 생물학자인 에른스트 하인리히 베버와 독일의 심리학자인 구스타프 페히너가 발견한 법칙이다. 흔히 베버의 법칙(Weber's law)라고도 불린다.

## 개요
베버-페히너의 법칙이란 감각기에서 자극의 변화를 느끼기 위해서는 처음 자극에 대해 일정 비율 이상으로 자극을 받아야 된다는 이론을 말한다. 즉 처음에 약한 자극을 받으면 자극의 변화가 적어도 그 변화를 확인할 수 있다. 하지만 처음에 강한 자극을 받으면 자극의 변화가 커야 그 변화를 인지할 수 있는 것이다. 따라서 베버의 법칙은 다음과 같이 정의 할 수 있다.
{\displaystyle dp=k{\frac {dS}{S}}}
위의 식에서 {\displaystyle p}는 자극을 인식하는 정도를 수치화한 것이고, {\displaystyle S}는 자극의 강도를 의미한다. 그리고 {\displaystyle k}는 비례상수이며, 베버 상수라고 한다.

## 일상에서의 사례
베버의 법칙은 일상생활에서 흔히 발견할 수 있다. 예를 들면, 음악 콘서트장에서는 조용한 데서 이야기할 때보다 더 큰 소리로 이야기해야지만 서로 알아들을 수가 있고, 밤에는 달이 보이지만 낮에는 태양 빛의 자극이 세기 때문에 달이 보이지 않는다.

## 같이 보기
- 인간 본성
- 신경계